# Alienocacculus vanharteni
Alienocacculus vanharteni är en skalbaggsart som beskrevs av Kanaar 2008. Alienocacculus vanharteni ingår i släktet Alienocacculus och familjen stumpbaggar. Inga underarter finns listade i Catalogue of Life.